# جوزيبي ساروني
جوزيبي ساروني (بالإيطالية: Giuseppe Saronni)‏ مواليد 22 سبتمبر 1957 في نوفارا، هو دراج إيطالي في صنف سباق الدراجات على الطريق.

## سباقات أو مراحل فاز بها
- بطولة العالم لسباق الدراجات على الطريق
- طواف سويسرا
- طواف إيطاليا

## روابط خارجية
- جوزيبي ساروني على موقع أرشيف الدراجات (الإنجليزية)
- جوزيبي ساروني على موقع إحصائيات الدراجات الإحترافية (الإنجليزية)
- جوزيبي ساروني على موقع CycleBase (الإنجليزية)
- جوزيبي ساروني على موقع أوليمبيديا (الإنجليزية)